# 勒丹冈
勒丹冈（法語：Ledinghem，法語發音：[lədɛ̃ɡɑ̃]）是法国上法蘭西大區加来海峡省的一个市镇，属于圣奥梅尔区。

## 地理
勒丹冈（50°39'13"N, 1°59'32"E）面积8.68 平方千米，位于法国上法蘭西大區加来海峡省，该省份为法国北部沿海省份，西北濒北海，南至索姆省，东临北部省。
与勒丹冈接壤的市镇（或旧市镇、城区）包括：布莱坎、布尔特、康帕涅莱布洛奈、涅勒莱布莱坎、桑莱克、沃德兰盖姆。
勒丹冈的时区为UTC+01:00、UTC+02:00（夏令时）。

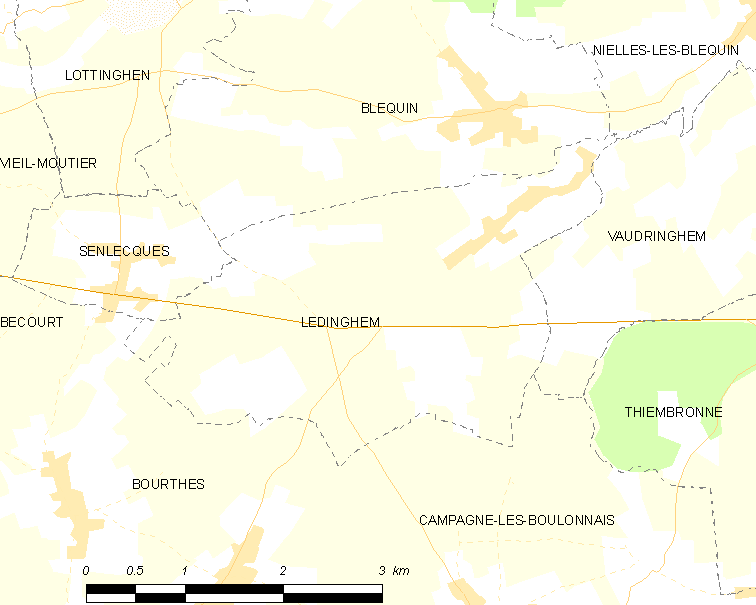
勒丹冈的OSM定位图

## 行政
勒丹冈的邮政编码为62380，INSEE市镇编码为62495。

## 政治
勒丹冈所属的省级选区为兰布尔县。

## 人口

1962-2008年间勒丹冈人口变化图示

勒丹冈于2022年1月1日时的人口数量为317人。